# Л'Ам Имортел
„Л'Ам Имортел“ (на френски: L'Âme Immortelle – „Безсмъртна душа“) е австрийска електронна/рок група.
Тя е силно повлияна от германското музикално движение Neue Deutsche Härte. Много от песните им включват меланхолични или любовни лирики както на немски, така и на английски език, противопоставяйки груби мъжки вокали с емоционални женски. Сегашното им звучене се е променило от типичното за тях електронно клубно-ориентирано бийт звучене към корените на NDH с примеси на индъстриъл и даркуейв.

## История
Сформирана е през 1996 г. в Австрия от приятелите Томас Райнер и Ханс Медвенич. Скоро вокалистката Соня Краусхофер, бивша съученичка на Райнер, се присъединява към тях и новата група търси звукозаписна компания, с която да подпише договор. Дебютният ѝ албум „Lieder die wie Wunden bluten“ е издаден от базирания в Лихтенщайн лейбъл MOS Records и бързо става популярен в немската ъндърграунд култура.
През 1999 групата се мести в лейбъла Trisol Records. От 1998 до 2001 г. групата издава по албум годишно, добивайки с всеки следващ все по-голяма популярност. През 2002 г. Медвенич напуска групата. За негов заместник Краусхофер и Райнер наемат Ашли Деюр като китарист, веднага издавайки следващия си сингъл Tiefster Winter. Година след напускането на Медвенич излиза албумът Als die Liebe starb, както и Seelensturm – колекция от преиздадени и ремиксирани ранни песни.
През 2004 г. групата отново сменя музикалния си издател, този път местейки се в Supersonic, който е притежание на Sony BMG Music Entertainment. Първият материал след смяната на компанията е сътрудничеството им с OOMPH! върху сингъла „Brennende Liebe“, в чийто клип се появяват Райнер и Краусхофер. Групата издава първия си албум към новия лейбъл, наименуван Gezeiten и включващ някои от най-популярните им песни изобщо „5 Jahre“, „Stumme Schreie“ и „Fallen Angel“. В музикалния стил на групата се забелязва значителна промяна след преместването им в Supersonic; най-съшествено е намаляването на електронното звучене за сметка на нови стилови влияния, които ще станат доста по-отчетливи в следващите им албуми.
Декември 2007 г. Trisol Records съобщава, че групата се е завърнала при тях и е готова да издаде новата си продукция Namenlos. Trisol Records не дава информация защо групата е подписала отново с тя, само отхвърляйки, че причина е недоволството на „Л'Ам Имортел“ от представянето на последния им албум „Auf deinen Schwingen“, издаден от Supersonic.

## Състав
- Томас Райнер (Thomas Rainer) – програмиране, мъжки вокали
- Соня Краусхофер (Sonja Kraushofer) – женски вокали

## Дискография

### Албуми
- Lieder Die Wie Wunden Bluten (1997)
- In Einer Zukunft Aus Tränen Und Stahl (1998)
- Wenn Der Letzte Schatten Fällt (1999)
- Dann Habe Ich Umsonst Gelebt (2001)
- Als Die Liebe Starb (2003)
- Gezeiten (2004)
- Auf deinen Schwingen (August 2006)
- 10 Jahre – Best Of (2007)
- Namenlos (2008)

### Сингли
- Epitaph (2000)
- Judgement (2001)
- Tiefster Winter (2002)
- 5 Jahre (2004)
- Stumme Schreie (2005)
- Fallen Angel (2006)
- Dein Herz (2006)
- Phönix (2006)
- Nur Du (2006)